# Topiramato
Il  topiramato è un farmaco anticonvulsivante. Ha meccanismi d'azione multipli, tra cui l'inibizione del canale tensione-dipendente del sodio, un aumento dell'inibizione GABAergica e una riduzione dell'eccitazione glutamatergica.

## Indicazioni
Il topiramato viene utilizzato nel trattamento dell'epilessia in bambini ed adulti e fu originariamente messo in vendita come un anticonvulsivo. Nei bambini è indicato per il trattamento della sindrome di Lennox-Gastaut. Alcuni psichiatri hanno usato il topiramato per il trattamento del disturbo bipolare e spesso lo usano per aumentare gli effetti psicotropi o di contrappeso associato con numerosi antidepressivi. Viene inoltre utilizzato nel trattamento dell'alcolismo e della dipendenza da metanfetamine e cocaina.
Si sta indagando su un possibile uso di questo farmaco nel trattamento dell'obesità, specialmente per la sua capacità di ridurre l'appetito.
Il farmaco è usato anche in trial clinici per curare disordini di stress postraumatico. Uno studio ha suggerito che il topiramato è efficace contro spasmi infantili.

## Farmacologia
Chimicamente il topiramato è un monosaccaride sostituito con sulfamato, correlato al fruttosio, una struttura piuttosto inusuale per un anticonvulsivo. Il topiramato è assorbito velocemente dopo l'introduzione orale. La maggior parte del farmaco (70%) viene espulso con le urine immodificato. La rimanente parte viene ampiamente metabolizzata per idrossilazione, idrolisi e glucuronidazione. Sono stati trovato nell'uomo sei metaboliti, nessuno dei quali però costituisce più del 5% della dose somministrata.
Il topiramato ha un complesso meccanismo d'azione. Il farmaco incentiva i canali per il cloro attivati dal GABA. Inoltre inibisce la trasmissione neuroeccitatoria, attraverso l'azione sui recettori kainato e AMPA, ma non sui recettori NMDA. Vi sono prove sperimentali che il topiramato ha uno specifico effetto sul recettore (GluR5) per la chinasi GluK1. Inoltre è anche un inibitore della anidrasi carbonica, particolarmente sottotipi II e IV, ma questa azione è debole e non sembra correlata con il suo effetto anticonvulsivo.
È stato proposto come meccanismo un'azione sulla permeabilità dei pori mitocondriali. Mentre molti anticonvulsivi sono stati associato con apoptosi in giovani animali, alcuni esperimenti su animali hanno scoperto che il topiramato è l'unico anticonvulsivo che non induce apoptosi in giovani animali alla dose necessaria per ottenere i suoi effetti.

## Controindicazioni
Da evitare in caso di gravidanza e allattamento materno.

## Dosaggi
- Epilessia: 25 mg al giorno da aumentare nel corso della terapia fino a 100–400 mg.
- Profilassi dell'emicrania: 25 mg al giorno, dopo la prima settimana si aumenta gradualmente fino a 50–100 mg.

## Effetti indesiderati
Fra gli effetti collaterali più frequenti si riscontrano depressione, dolore addominale, anoressia, vertigini, parestesie, cefalea, nausea, diarrea, alopecia, acidosi metabolica.